# Kościół św. Andrzeja Apostoła w Małyniu
Kościół św. Andrzeja Apostoła w Małyniu – kościół parafialny parafii św. Andrzeja Apostoła w Małyniu. 
Jest to świątynia wzniesiona w 1912 roku, w miejsce drewnianego kościoła, który istniał tu wcześniej. Kościół murowany, neoromański, trójnawowy, z dwuspadowym dachem, konsekrowany w 1919 roku. Budynek został odnowiony i odmalowany w latach 1945–1947, a w 1977 odnowiono także nawy boczne. W roku 2010 zakończono kolejne remonty – zakonserwowano ołtarz główny, prezbiterium, a także obecne polichromie.